# Amata actea
Amata actea är en fjärilsart som beskrevs av Swinhoe 1891. Amata actea ingår i släktet Amata och familjen björnspinnare. Inga underarter finns listade i Catalogue of Life.